# 小焰筆螺
小焰筆螺（学名：Strigatella zebra）为筆螺科焰筆螺屬下的一个种。其种加词“zebra”意为“有斑马状纹样的”。